# Решетников, Степан Георгиевич
Степан Георгиевич Решетников (1897 — ?) — контрразведчик, начальник 3-го отдела Главного экономического управления (ГЭУ) НКВД СССР, капитан государственной безопасности (1940).

## Биография
Родился в русской семье крестьянина. Рабочий-землемер в родном селе с 1911 по 1912. Мальчик-рабочий в пивной, полотёр у подрядчика в Ростове в 1912. Пломбировщик, грузчик, выбойщик на вальцовой мельнице Парамонова в Ростове-на-Дону с 1912 по 1916 годы.
С 1918 по 1930 в РККА. Член ВКП(б) с 1928. С 1930 по 1931 начальник Сектора комплектования стадно-молочных совхозов Народного комиссариата земледелия РСФСР.
С 1931 по ноябрь 1936 уполномоченный VIII-го отделения Экономического управления ОГПУ при СНК СССР (впоследствии Экономического отдела ГУГБ НКВД СССР), оперативный уполномоченный X-го отделения Экономического отдела ГУГБ НКВД СССР. С ноября 1936 по 1938 оперативный уполномоченный Контрразведывательного отделения III-го отдела ГУГБ НКВД СССР. С 1938 по апрель 1939 помощник начальника Отделения IV-го отдела, заместитель начальника Отделения III-го отдела Главного экономического управления НКВД СССР. С апреля 1939 по 4 марта 1940 начальник II-го отделения III-го отдела Главного экономического управления НКВД СССР. Затем до 3 октября 1940 являлся начальником III-го отдела Главного экономического управления НКВД СССР. С 3 октября 1940 по 26 февраля 1941 начальник Управления НКВД по Тульской области, и с 26 февраля по 22 апреля 1941 начальник Управления НКГБ по Тульской области.
До августа 1941 начальник Транспортного отдела НКВД Юго-Западной железной дороги. Пропал без вести в 1941.

## Образование
- С 1916 по 1918 курсант Орловских ветеринарно-фельдшерских курсов;
- С 1922 по 1923 слушатель Курсов усовершенствования ветеринарных фельдшеров РККА;
- С 1930 по 1931 учёба в Московском ветеринарном институте (окончил 1 курс).

### Звания
- 11.12.1935, младший лейтенант государственной безопасности;
- 07.06.1939, старший лейтенант государственной безопасности;
- 14.03.1940, капитан государственной безопасности.

### Награды
- 09.05.1938, знак «Почётный работник ВЧК—ГПУ (XV)»;
- 26.04.1940, орден «Знак Почёта» — за успешное выполнение заданий Правительства по охране государственной безопасности.